# Francisco Romeu Landi
Francisco Romeu Landi (São Paulo, 22 de março de 1933 — 22 de abril de 2004) foi um engenheiro mecânico e eletricista, pesquisador e professor universitário brasileiro.
Comendador da Ordem Nacional do Mérito Científico em homenagem póstuma, foi diretor da Escola Politécnica da Universidade de São Paulo entre 1990 e 1994.

## Biografia
Francisco nasceu na cidade de São Paulo, em 1933. Era um dos cinco filhos de Luzia Romeu Landi e Lourenço Landi e todos eles seguiram carreira na engenharia. Estudou em escolas públicas, como o Ginásio do Estado Presidente Roosevelt. Com a crescente indústria automobilística, em 1952 no Brasil, optou pela carreira de mecânico-eletricista. Ingressou no curso de engenharia na Universidade de São Paulo, em 1952, onde teve aulas teóricas ainda no Solar dos Três Rios, no centro de São Paulo, e as práticas laboratoriais no antigo prédio do Laboratório de Máquinas Hidráulicas, onde hoje, localiza-se o Instituto de Pesquisas Tecnológicas (IPT).
Parte do corpo docente da Escola Politécnica desde 1956, foi o responsável pela cadeira relativa à Física. Em 1966, com a criação do Departamento de Engenharia de Construção Civil (uma ramificação da Engenharia Civil), passou a dar aulas de Sistemas Prediais, matéria essa que versava, dentre outros assuntos, sobre instalações hidráulicas, elétricas e de incêndio. Além da docência, trabalhou em uma empresa automobilística chamada DKW-VEMAG.
Entre 1970 e 1972, cursou o doutorado na USP, na área de engenharia química e entre 1974 e 1975 fez estágio de pós-doutorado no Laboratório Nacional de Engenharia Civil, em Portugal, e no Building Research Establishment, na Inglaterra. Foi também diretor-presidente do Conselho Técnico-Administrativo da FAPESP e era presidente do Fórum Nacional das Fundações de Amparo à Pesquisa. Ocupou diversos cargos de comando, tendo sido presidente do Conselho do Instituto de Eletrotécnica e Energia da Universidade de São Paulo, vice-presidente do Instituto de Pesquisas Tecnológicas do Estado de São Paulo, presidente do conselho deliberativo do Centro de Desenvolvimento e Documentação da Indústria de Plástico para a Construção Civil e membro do conselho de administração do Centro de Gestão e Estudos Estratégicos, do Ministério da Ciência e Tecnologia.
Em 2003, os 70 anos de Francisco Romeu Landi foram o motivo para a realização do simpósio Financiamento da Pesquisa e Desenvolvimento da Nação Brasileira, realizado na Escola Politécnica da USP e organizado pelo Centro Interunidade de História da Ciência da mesma universidade.

## Morte
Francisco se sentiu mal enquanto dirigia da sede da FAPESP até sua casa, na Granja Viana. Levado ao Hospital Universitário da USP, ele morreu em 22 de abril de 2004, aos 71 anos, devido a um infarto. O funeral foi realizado no prédio da administração da Escola Politécnica, na Cidade Universitária, e ele foi sepultado no Cemitério Gethsemani, no Morumbi.

## Prêmios
Entre os diversos prêmios e títulos que recebeu, pode-se destacar o Prêmio Eminente Engenheiro do Ano de 2000, do Instituto de Engenharia, o Chevalier dans I'Ordres des Palmes Académiques, do Ministério da Educação Nacional da Pesquisa e da Tecnologia da França, o Professor do Ano de 1999, da Escola Politécnica da USP, o Troféu Personalidade de Pesquisa e Educação, do Sindicato dos Engenheiros do Estado de São Paulo (1998) e o Cavaleiro da Ordem do Mérito Naval, da Marinha Brasileira (1992).
O auditório do prédio da administração da Escola Politécnica da USP hoje leva seu nome.